# Oberwald (Oberlausitz)
Der Oberwald ist ein Waldgebiet in der südlichen Oberlausitz und bedeckt mehrere Erhebungen, darunter auch den Schönbrunner Berg, den Buchberg und den Steinberg.

## Lage und Ausdehnung
Das Waldgebiet umfasst eine Fläche von etwa 700 Hektar und wird begrenzt durch die Orte Großhennersdorf im Westen, Neundorf auf dem Eigen im Norden, Burkersdorf und Schlegel im Osten, sowie Wittgendorf im Süden. Es ist zweigeteilt entlang der Achse Großhennersdorf – Burkerdorf, wobei der südliche Teil Quellgebiet mehrere Bäche ist, wie etwa dem Wittgendorfer Wasser, dem Kemmlitzbach oder dem Höllenbach. Am Ostrand des Waldes liegt das Naherholungsgebiet Schlegler Teiche.

## Geschichte
Bis 1910 war der gesamte Oberwald Teil des Forstreviers Großhennersdorf. Danach wurde er mit den Wäldern um Rennersdorf und Berthelsdorf zum Unitätsrevier vereinigt. Ab 1952 fiel der Forst unter die Verwaltung des Staatlichen Forstwirtschaftsbetriebs Löbau. Im Jahr 2024 wurde die Verwaltung des Reviers Hainewalde, einschließlich des Oberwalds, der mittlerweile dazu gezählt wurde, vom Forstbezirk Oberlausitz auf den Forstbezirk Neustadt übertragen.

## Flora und Fauna
Rund um den Schönbrunner Berg liegt der botanisch interessantere Westteil des Oberwaldes. An seinen Hängen befindet sich ein artenreicher Laubmischwald, auf dem vor allem Rotbuche, Bergahorn, Bergulme, Gemeine Esche, Spitzahorn und Gemeine Fichte die Baumschicht bilden. Die nährstoffreichen Böden bieten ideale Bedingungen für eine Vielzahl von Pflanzen, darunter die Gewöhnliche Goldnessel, Waldmeister, Buschwindröschen, Gefleckter Aronstab, Einblütiges Perlgras und weitere Arten mit submediterranem, subatlantischem oder zentraleuropäischem Charakter. Eine Besonderheit bildet der Bärlauch, der hier seinen einzigen Fundort in der gesamten Oberlausitz hat. Eine weitere Seltenheit ist der Violette Stendelwurz, der in Deutschland selten vorkommt.
Auf der Ostseite an den Hängen des Buchberges herrscht eine Mischung aus Eichen-Hainbuchen-Wald und Ahorn-Linden-Wald mit ihren typischen Vegetation vor. Als wichtigste und häufigste Art der Bodengewächse kommt das Glattfrüchtige Labkraut vor, welches hier die westliche Grenze seiner Verbreitung in Mitteleuropa erreicht.
Der Oberwald beherbergt das südlichste Wolfsrudel in der Oberlausitz, das seit 2017 in dieser Region nachgewiesen wurde. Zusätzlich bietet der Wald Lebensraum für die Mopsfledermaus und das Große Mausohr, für die Schutzgebiete an den Hängen des Schönbrunner Bergs und des Buchbergs eingerichtet wurden.